# Windorf (Wüstung)
Die Wüstung Windorf liegt in dem Umfeld der Ortsteile der nordwestlichen Gemarkungen der Stadt Saalfeld/Saale und der südlichen Lage der Ortsteile von Bad Blankenburg im Landkreis Saalfeld-Rudolstadt in Thüringen.

## Lage
Die Wüstung Windorf befindet sich in der Nähe des Lemnitzhügels mit Blick zum Katzenberg und zum Hainberg südlich der Stadt Bad Blankenburg im Burkersdorfer Raum auf einer Hochebene.

## Geschichte
Die in einer Urkunde vom 19. November 1370 erwähnten 14 Wüstungen, darunter die Wüstung Windorf, sind entweder im Schwarzburger Hauskrieg (1448–1450) oder im Dreißigjährigen Krieg (1618–1648) zerstört worden oder die Bürger siedelten im 15. und 16. Jahrhundert um.